# Valse koningsmakreel
De Valse koningsmakreel (Scomberomorus regalis) is een straalvinnige vis uit de familie van makrelen (Scombridae) en behoort derhalve tot de orde van baarsachtigen (Perciformes). De vis kan maximaal 183 cm lang en 7760 gram zwaar worden.

## Leefomgeving
Scomberomorus regalis is een zoutwatervis. De vis prefereert een tropisch klimaat en leeft hoofdzakelijk in de Atlantische Oceaan. De diepteverspreiding is 1 tot 20 m onder het wateroppervlak.

## Relatie tot de mens
Scomberomorus regalis is voor de visserij van beperkt commercieel belang. In de hengelsport wordt er weinig op de vis gejaagd.
Voor de mens is Scomberomorus regalis potentieel gevaarlijk, omdat er vermeldingen van ciguatera-vergiftiging zijn geweest.